# Апостол (телесериал)
«Апо́стол» — российский военно-исторический двенадцатисерийный кинофильм. Фильм рассказывает о диверсионной операции на территории подконтрольной немецкой армии в 1942 году. Сюжет телесериала развивается нелинейно, периодически воспоминания главных героев фильма переносят их в прошлое. Фильм вызвал неоднозначную оценку у зрителей, а его съёмки были связаны с производственными скандалами.

## Сюжет
В 1942 году немцы отправляют диверсионную группу на территорию, подконтрольную СССР. На подлёте к месту десантирования радист оглушает одного из своих коллег, остальных, включая пилотов, расстреливает, выпрыгивает из самолёта и, добровольно сдавшись сотрудникам НКВД, начинает с ними сотрудничать.
Оглушённый им член группы в последний момент также выпрыгивает из самолета, но после неудачного приземления его задерживает и передаёт в НКВД местное население. Им оказывается вор-«медвежатник» «Щелкун», Пётр Истомин, прошедший специальную подготовку в немецкой школе диверсантов. Пётр поначалу даёт согласие на сотрудничество, но затем погибает при попытке к бегству, будучи застреленным сотрудником НКВД (Шаповаловым) и упав с крыши дома.
Руководство НКВД принимает решение заменить Петра его родным братом-близнецом Павлом. После обучения Павла отправляют в немецкую школу диверсантов с важным заданием — разоблачить и уничтожить её руководителя гауптмана Отто фон Гельдриха.

## Список эпизодов
| №  | Описание |
| -- | --- |
| 1  | 1942 год. Близнецы Пётр и Павел Истомины не виделись много лет: судьба давно развела их в разные стороны. Павел, осуждённый в 1934 году как враг народа, отбывает ссылку на Соловках, преподаёт математику. Пётр, вор-медвежатник с богатым уголовным прошлым, окончивший немецкую школу диверсантов — опытный и опасный агент. Заброшенный на советскую территорию, он попадает в руки контрразведки. Капитан НКВД Хромов решает воспользоваться шансом, чтобы перевербовать Петра, но, во время посещения отчего дома, тот пытается бежать, и, будучи застреленным Шаповаловым, вопреки приказу Хромова, руководившего операцией, падает с крыши и погибает.                                                                             |
| 2  | У Хромова есть месяц на то, чтобы сделать из Павла Истомина точную копию его брата-близнеца Петра и забросить его под видом брата обратно к немцам. Задача не из лёгких, так как Пётр был хищником, матёрым уголовником и превосходным бойцом, а Павел — скромный учитель, к тому же сильно близорукий. Однако выхода нет ни у Хромова, которому в случае провала грозит трибунал, ни у Павла, опасающегося за судьбу жены и приёмного сына. На Лубянке полным ходом идёт работа по превращению интеллигентного очкарика в матёрого вора. Жене Павла, Лиде, сообщают, что её муж умер от сердечного приступа. |
| 3  | Лиду, которая упорно отказывается верить в смерть мужа, арестовывают и разлучают с сыном. После неудачной попытки самоубийства она попадает в психбольницу. Обучение Павла начинает давать плоды. Хромов надеется, что, вернувшись в школу диверсантов, Павел сможет уничтожить её руководителя Гельдриха, на которого давно ведёт охоту контрразведка. Гельдрих — заядлый и опытный охотник. Такого же охотника постепенно делают и из Павла. |
| 4  | Павел проваливает пробное задание, однако на обратном пути ему представляется случай показать, на что он способен. В результате вера Хромова в успех игры только подкрепляется. Вскоре приходит известие о том, что Истомина вызывают обратно в немецкую разведшколу. Перед отъездом Павел сбегает от Хромова и приходит в родительский дом, где несколько лет назад у него на глазах был арестован отец. |
| 5  | Операция «Апостол» начинается. Истомин переходит через линию фронта и попадает в школу диверсантов. Встречают его неласково: Павлу приходится пройти через жёсткую процедуру проверки, которой подвергаются все диверсанты, удачно вернувшиеся с задания. |
| 6  | Истомин обживается в школе диверсантов. И, хотя подготовлен он отлично, сюрпризы подстерегают его на каждом шагу: в жизни школы есть масса нюансов, о которых не догадывались в Москве. Павлу приходится ориентироваться по ситуации. В награду за хорошую службу начальство школы отправляет Истомина в краткосрочный отпуск в Берлин. Там его ждёт непредсказуемая встреча с отцом. |
| 7  | В школе диверсантов появляется Гельдрих. Вместе с ним Истомин отправляется на охоту, где предоставляется прекрасная возможность расправиться с врагом и выполнить задание. Ещё немного, и операция «Апостол» будет близка к завершению, но в последний момент Истомин начинает чувствовать подвох. Не решившись на ликвидацию, он по воле случая становится спасителем Гельдриха, тонущего в болоте. |
| 8  | За спасение Гельдриха Истомин получает награду: медаль и отрез для костюма. Материя приходится как нельзя кстати: портной, работающий в городе, является связным советской разведки, и Истомин под предлогом встреч для пошива костюма спокойно входит с ним в контакт. Через портного он просит Хромова о встрече, чтобы поделиться своими наблюдениями, способными в корне изменить суть операции. |
| 9  | Истомин понимает, что человек, спасённый им из болота, — не Гельдрих, и пытается разгадать тайну подлинной личности Гельдриха. Отец готовит для него поддельные документы и возможность побега в Аргентину, но Истомин отказывается, опасаясь за семью. Хромов готовит с ним новую крупную рискованную операцию, а в это время в Москве над ним самим сгущаются тучи. |
| 10 | Чтобы вплотную подобраться к настоящему Гельдриху, Хромов даёт Истомину секретную информацию о маршруте эшелона с ценнейшими документами (архив генерала Андерса). Истомин получает от немецкого руководства задание выкрасть эти документы из бронированного спецвагона эшелона: этого и добивались они с Хромовым. Хромов возвращается в Москву, где его ждёт неприятный сюрприз, в очередной раз ставящий операцию «Апостол» под смертельный удар: Хромов сам попадает под чреду подозрений и в итоге его арестовывают. |
| 11 | Группа диверсантов под руководством Истомина направляется в городок Княжино, где они, под видом сотрудников НКВД, садятся в поезд со спецвагоном в составе. В результате проникновения в вагон, погибают двое диверсантов, а сам Истомин, раненый, похитив секретные документы, выбирается и направляется к условленному месту встречи, но там (в доме сапожника) его ждёт засада. |
| 12 | Забрав секретные документы, Истомин, раненный и без сознания, при помощи выжившего четвёртого диверсанта из группы, Машки, попадает с ними в Иран. Там он готовится обменять документы на свободу для жены и сына и ждёт Хромова, который должен выйти с ним на связь, но вместо Хромова к нему приезжают сотрудники НКВД, чтобы ликвидировать его. В итоге выясняется, что Хромов, которого к этому моменту допрашивали в НКВД как предателя родины, выполнял секретное задание Берии, а Гельдрихом оказывается отец Истомина. В конце сериала происходит встреча Хромова, реабилитированного Берией, и Истомина, тот узнаёт от Хромова, что Гельдрих (его отец) убит в Лондоне, и наконец-то встречается с женой и сыном на берегу моря. |

## Роли

### В главных ролях
- Евгений Миронов — близнецы Пётр Аркадьевич Истомин («Щелкун») и Павел Аркадьевич Истомин («Апостол»)
- Николай Фоменко — Алексей Иванович Хромов, капитан, впоследствии комиссар государственной безопасности третьего ранга
- Дарья Мороз — Лидия Сергеевна Истомина, библиотекарша, жена Павла Истомина
- Андрей Смирнов — Аркадий Андреевич Истомин, отец Петра и Павла
- Лариса Малеванная — Евгения Тихоновна Хромова
- Юрий Назаров — комиссар государственной безопасности третьего ранга Владимир Семёнович Дёмин

### В остальных ролях
- Михаил Фёдоровский — Сергей Павлович Истомин, родной сын Лиды и приёмный Павла «Апостола»
- Сергей Быстрицкий — старший лейтенант госбезопасности Константин Георгиевич Шаповалов
- Михаил Панюков — комендант Соловков
- Александр Баширов — Алексей Генрихович Душин, шифровальщик
- Алексей Кизенков — сотрудник НКВД в Иране
- Карен Бадалов — хирург-офтальмолог Иосиф Давидович Зеллер
- Александр Новин — «Машка» (Машек), повар
- Алексей Комашко — курсант Довилайтис
- Рамиль Сабитов — курсант Мамедов
- Сергей Терещенко — Василий Лях, курсант
- Вячеслав Амирханян — Фёдор Ильич Пеньков, психиатр
- Роман Артемьев — Яниц
- Андрей Молотков — Коробов
- Юрий Гурьев — портной Карл Иванович
- Максим Важов — Марченко
- Сергей Легостаев — «Дукат», вор
- Леонид Окунев — Аросев, старшина разведшколы
- Андрей Гусев — Вальтер Кроненберг, актёр (псевдо-Гельдрих)
- Юозас Будрайтис — майор Людвиг Штайнгец, замначальника разведшколы
- Сергей Сосновский — обер-лейтенант Клаус Брумель
- Инна Франскевич — обер-лейтенант Хильда Берг, комендант разведшколы
- Александр Романенко — Гюнтер Шоль, адъютант
- Олег Ринге — Терентьев, водитель Хромова
- Валентина Березуцкая — Клавдия Львовна, директор детского дома
- Ольга Блок-Миримская — мадам Роза, хозяйка борделя
- Андрей и Сергей Шорины — Пётр и Павел Истомины в детстве
- Евдокия Межевич — Гретхен
- Евгений Чудаков — Филин
- Анатолий Паников — Петрович (рыбак)
- Владимир Калисанов — Евсик
- Игорь Ларин — Воська
- Йенс Хартман — фельдшер
- Александр Анщютц — офицер СС
- Александр Сигуев — детдомовский мальчик
- Эдуард Штайнер — офицер абвершколы
- Алла Малкова — докторша на Соловках
- Артём Шевченко — санитар
- Олег Шапко — старик в мертвецкой
- Виктор Павлюченков (в титрах — Виктор Павлюченко) — капитан Кондаков
- Владимир Щербаков — Лаврентий Берия
- Алёна Бабенко — Маргарита Апфельбаум, жена Хромова
- Сергей Бурунов — закадровый текст

## Производство
По замыслу Геннадия Сидорова, «Апостол» должен был стать историей «о человеке, чью жизнь бессмысленно давят и калечат бесчувственные жернова тупой власти». Отсняв 60 % материала, режиссёр ушёл со скандалом. По требованию Сидорова его имя убрали из титров. Вместо него в титрах стоит вымышленное имя Иван Иванов. После ухода Сидорова (с января 2007 года) над телесериалом работал Николай Лебедев, имени которого (по его собственной просьбе и в связи с договорённостью с Сидоровым) также нет в титрах. Затем к съёмкам подключился Юрий Мороз. Последние два с половиной месяца съёмок (с середины апреля по конец июня 2007 года) Лебедев и Мороз провели параллельно.

«Мне стыдно ставить под этим свою фамилию! Хорошими получились только те сцены, которые монтировал я. Все остальное — детский лепет на лужайке. Я очень хохотал. Юрий Мороз имеет великий талант испортить классный материал. Двенадцатая серия и вовсе перечеркивает весь сериал, ведь её делали с помощью Жени Миронова — «великого» будущего режиссёра и сценариста, — иронизирует Сидоров. — Мне, естественно, обидно: это ведь моя деточка, только получилась она какая-то обрезанная, без ручек и ножек».
Съёмки сериала проходили в Серпуховском районе Московской области, Москве, Праге, Тунисе. В городе Кириллов, в Кирилло-Белозёрском монастыре, снимались сцены в диверсионной школе абвера.